# Gulasinda, Channarayapatna
Gulasinda là một làng thuộc tehsil Channarayapatna, huyện Hassan, bang Karnataka, Ấn Độ.